# Alchemilla semisecta
Alchemilla semisecta é uma espécie de rosácea do gênero Alchemilla, pertencente à família Rosaceae.